# 아마다역
아마다역(일본어: 甘田駅)은 일본 이시카와현 하쿠이군 시카정에 있었던 철도역이다. 1972년에 폐역되었다.